# Дарбазинський сільський округ
Дарбази́нський сільський округ (каз. Дарбаза ауылдық округі, рос. Дарбазинский сельский округ) — адміністративна одиниця у складі Сариагаського району Туркестанської області Казахстану. Адміністративний центр — село Дарбаза.
Населення — 7278 осіб (2021; 6677 у 2009, 6960 у 1999, 6838 у 1989).
Станом на 1989 рік існувала Дарбазинська сільська рада (села Дарбаза, Жанааул, Изакудук, Куруксай, Сарису, Таскудук, селища Роз'їзд 50, Роз'їзд 51, Роз'їзд 52). 2023 року ліквідовано селище Роз'їзд 50.

## Склад
До складу округу входять такі населені пункти:
| Населений пункт              | Колишні назви | Населення, осіб (1989) | Населення, осіб (1999) | Населення, осіб (2009) | Населення, осіб (2021) |
| ---------------------------- | ------------- | ---------------------- | ---------------------- | ---------------------- | ---------------------- |
| Дарбаза, село                | -             | 4125                   | 3377                   | 3397                   | 5238                   |
| --Жанааул, село              | -             | 583                    | 905                    | 1121                   | -                      |
| Єрдаулет, село               | Роз'їзд 52    | 469                    | 1014                   | 666                    | 641                    |
| Изакудук, село               | -             | 286                    | -                      | -                      | -                      |
| Куруксай, село               | -             | 226                    | 280                    | 187                    | 145                    |
| Роз'їзд 50, станційне селище | -             | 57                     | 44                     | 37                     | 24                     |
| Роз'їзд 51, станційне селище | -             | 132                    | 174                    | 186                    | 142                    |
| Сарису, село                 | -             | 401                    | 510                    | 427                    | 356                    |
| Таскудук, село               | -             | 559                    | 656                    | 656                    | 732                    |